# Юліан Шемельовський
Юліан Шемельовський (нім. Julian Szemelowski) (1823, Самбір — 23 серпня 1891, Криниця) — галицький адвокат, політик, посол до Галицького сейму, бурмистр Львова українського походження.
Народився в Самборі в українській греко-католицькій родині. Батько — Іван Шемельовський, мати — Текля Кухарська. Після навчання в Самбірській гімназії вивчав право у Львівському університеті. Після закінчення студій у 1846 р. працював у львівських адвокатських бюрах, а в 60-х заснував власну нотаріальну контору. В 1866 р. був уперше обраний до міської ради. 9 травня 1868 р. призначений бурмистром Львова. Був останнім бурмистром, призначеним австрійською владою. Після реформи місцевого самоврядування в 1870 р. двічі невдало претендував на позицію президента Львова (в 1871 та 1873 рр.).
В 1870—1873 рр. посол до Галицького крайового сейму ІІІ каденції від 3-ї курії виборчого округу Самбір.

## Родина
У шлюбі з Геленою Пожаковською мав 3 дітей:
- Зофія Текля (1872—1939), одружена з адвокатом та дипломатом Зигмунтом Лясоцьким (пол. Zygmunt Bronisław Lasocki)
- Ядвига (1875—1950), дружина Казімежа Русоцького
- Владислав (пом.} 1893)

Брат Теодор Шемельовський — посол до Галицького крайового сейму, бурмистр Самбора